# Yohei Nishimura
Yohei Nishimura (født 1. juni 1993) er en japansk fodboldspiller.